# Cartas Colecionáveis Steam
As Cartas Colecionáveis Steam (do inglês: Steam Trading Cards) são commodities digitais emitidos pela Valve Corporation para uso em sua plataforma de distribuição digital, o Steam. As Cartas Colecionáveis Steam são analogias não-físicas das cartinhas colecionáveis convencionais periodicamente concedidas aos usuários do Steam por jogarem jogos eletrônicos, cumprir tarefas específicas ou simplesmente por acaso. As cartas podem ser utilizadas para "fabricar" uma insígnia que concede prêmios no próprio Steam, como emoticons ou planos de fundo de perfil. As cartas, da mesma forma que as recompensas adquiridas com elas, podem ser negociadas entre os usuários do Steam ou vendidos no Mercado da Comunidade Steam sendo convertidas em crédito na loja.
Desde que foram introduzidas em 2013, o sistema de pacotes de Cartas Colecionáveis Steam foram integrados em mais de 7.000 jogos. A receita que os desenvolvedores obtêm através da comercialização de cartas colecionáveis atraiu a atenção indesejada de "flippers ativos"; desenvolvedores que lançam jogos de baixa qualidade no Steam apenas para lucrar com suas cartas colecionáveis. Em uma série de postagens feitas pela Valve no seu próprio blog, a companhia condenou esse comportamento, chamando esses jogos de "jogos falsos" e alegou que tais softwares focados nas vendas de cartas colecionáveis foram os responsáveis por danificar a loja do Steam.

## História
Nos anos anteriores à introdução das Cartas Colecionáveis Steam, a Valve implementou vários recursos no Steam para facilitar a negociação, compra e venda de bens virtuais. As trocas no Steam foram introduzidas em 2011, permitindo aos usuários trocarem itens de jogos virtuais entre si. Durante a Promoção de Inverno do Steam realizada no mesmo ano, os usuários podiam completar objetivos em jogos selecionados para receber "carvão" virtual que poderia ser trocado por prêmios. As cartinhas desta promoção foram um progenitor do sistema que mais tarde seria utilizado para as Cartas Colecionáveis Steam. O Mercado da Comunidade Steam foi criado no final de 2012, e permitiu que os usuários da plataforma comprassem e vendessem bens virtuais com crédito na loja.
As Cartas Colecionáveis Steam entraram em beta aberto em maio de 2013, com seis jogos participando inicialmente no sistema.

## Descrição
Tal como os seus homólogos físicos, as Cartas Colecionáveis Steam são mercadorias colecionáveis rotineiramente negociadas, compradas e vendidas. Todo jogo que utiliza esse sistema possui o seu próprio conjunto de cartas, as quais normalmente incorporam a arte ou elementos do jogo em seus designs. Após coletar um conjunto completo de cartas, o usuário tem a opção de "fabricá-las", removendo-as permanentemente de seu inventário Steam em troca de um emoticon com o tema do jogo em questão, planos de fundo de perfil e uma insígnia de perfil que concede "pontos de experiência" no Steam. A experiência ganha pode ser usada para aumentar o nível Steam de um perfil, o que desbloqueia mais opções de personalização do próprio, expande o limite da lista de amigos e aumenta a probabilidade do usuário ganhar "pacotes de cartas colecionáveis".

## Distribuição
As Cartas Colecionáveis Steam são distribuídas através de vários métodos; se um jogo possuir um conjunto de cartas colecionáveis, jogá-lo ira conceder cartas periodicamente ao jogador até que um limite seja atingido. Na maioria dos jogos, esse limite é atingido quando o usuário recebe metade do número de cartas necessárias para um conjunto completo. Na questão dos jogos gratuitos para jogar, o título não irá liberar as cartas colecionáveis até que o jogador faça uma compra associada ao jogo. Os "Pacotes Bônus", que contém três cartas aleatórias de um jogo, poderá ser ganho pelos usuários que atingiram o limite de cartas recebidas do jogo.

Durante promoções sazonais, a Valve lança conjuntos exclusivos de cartas colecionáveis coincidindo com o evento. Esses conjuntos permanecem disponíveis apenas por tempo limitado e podem ser obtidos ao fazer compras no Steam, fabricar conjuntos de cartas colecionáveis ou concluir objetivos específicos do evento, como, por exemplo, navegar por uma lista de recomendação de jogos. 